# Epeoloides pilosula
Epeoloides pilosula är en kleptoparasitisk biart som först beskrevs av Cresson 1878.  Epeoloides pilosula ingår i släktet Epeoloides och familjen långtungebin. Inga underarter finns listade.

## Beskrivning
Ett medelstort bi med en kroppslängd mellan 7,5 och 10 mm, med svart kropp och kort men tät hårväxt. Tergiterna (ovansidans bakkroppssegment) har vita hårband vid bakkanterna. Hanens ögon är större än honans. Eftersom arten har ett kleptoparasitiskt levnadssätt, saknar honan pollenkorgar (som hos andra bin används för att samla pollen åt larverna).

## Ekologi
Epeoloides pilosula är ett kleptoparasitiskt bi som lägger sina ägg i bon av andra bin (allmänt antas de vara lysingbiarter (Macropis sp.), där larven lever av den näring som var avsedd för värdlarven.
Flygtiden varar från juni till juli; arten hämtar nektar från blommande växter ur indianhampssläktet, rödrotssläktet, porslinsstjärnesläktet och hallonsläktet.

## Utbredning
Utbredningsområdet har tidigare omfattat USA från Michigan till New England och söderut till Georgia samt södra Kanada (Manitoba och Saskatchewan). Arten har emellertid gått tillbaka kraftigt, och troddes vara utdöd tills den 2002 återupptäcktes i Nova Scotia i Kanada. Sedan dess har den endast påträffats ett par gånger i Connecticut i USA.

## Status
Som framgår ovan är arten mycket sällsynt och starkt hotad; främsta skälen till nergången anses vara habitatförstöring, speciellt sådan som drabbar lysingsläktet, värdbinas huvudsakliga födokälla. I de aktuella områdena växer dessa på våtmarker; försvinner dessa, försvinner lysingbina, vilket medför att Epeoloides pilosula förlorar sina värdarter.